# 军 (编制单位)

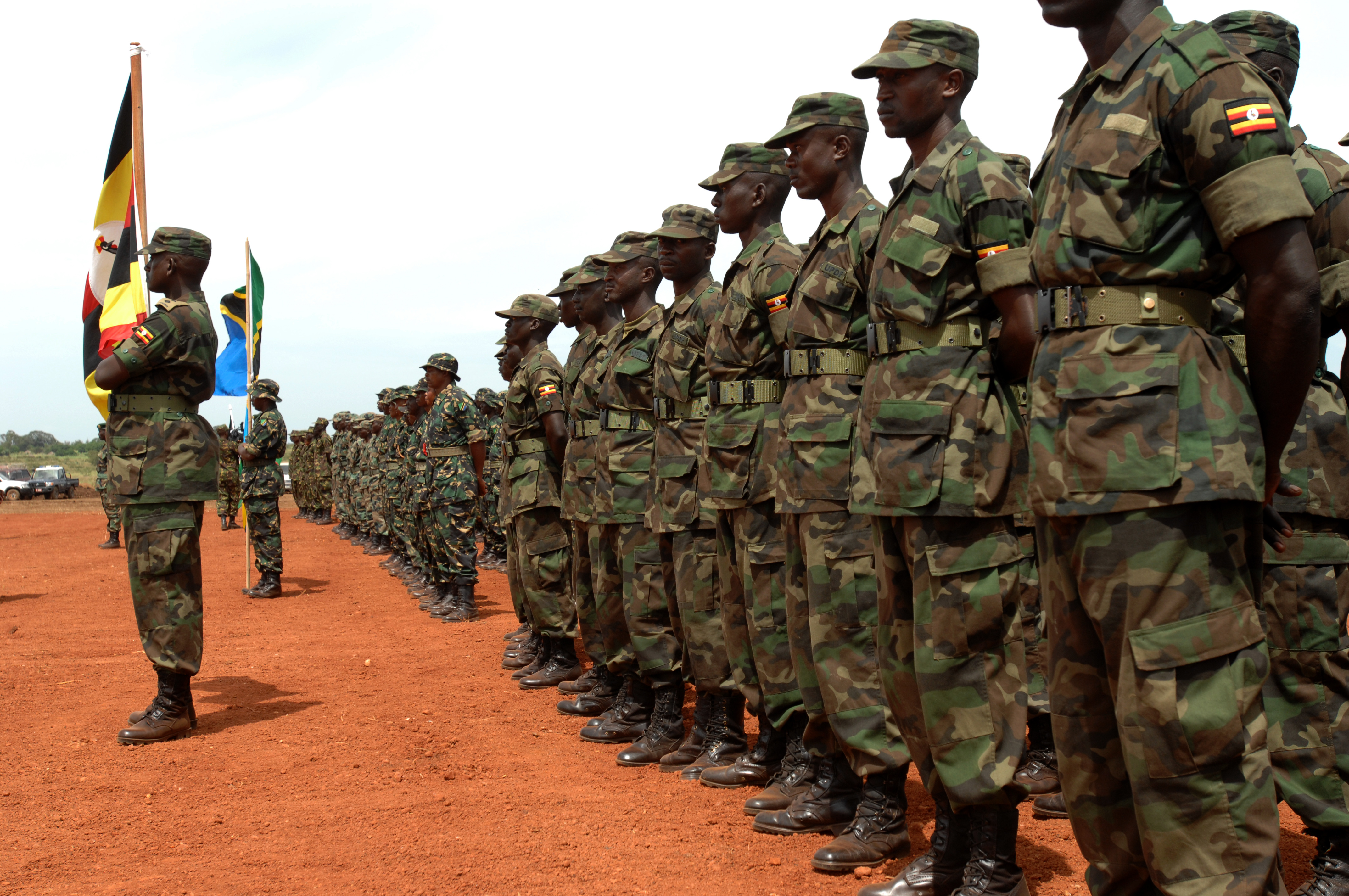
東非共同體的聯合軍

军是军队的一种编制单位，属于戰略層級的運作單位，由若干个师及旅组成，規模可達超過5萬人，因此將會包含許多不同兵種。

北約APP-6A標圖符號

此制度為法兰西第一共和国將軍让·维克托·莫罗首創，後被拿破仑一世廣泛用於軍事作戰。军的指揮官称为军长。
二战苏军的陆军部队按兵种分为步兵军、坦克军、炮兵军、骑兵军、机械化军、空降军等，还有空军的歼击航空兵军、强击航空兵军、轰炸航空兵军、混合航空兵军，防空部队的防空军、歼击航空兵军等。中国人民解放军历史上有“陆军军”与“空军军”。

## 兵團、軍團
歷史上，在西方國家同時有“Army”和“Corps”建制時，前者譯為“軍團”，後者譯為“軍”。
英國陸軍中專司特定任務（如醫療、工兵、通信等）的非戰鬥單位亦稱作Corps，中文通常譯作兵團，例如皇家後勤兵團。
然而，在中国人民解放军历史上曾经存在过的“兵团”事实上是高于军、大体与集团军平级的单位（1952年撤销）。日本将这一级建制单位称为“军团”，然而由于日本没有存在过这一级单位，所以该词汇只用于指代外国编制。

## 清末与中華民國北洋軍
中国近代陆军——清末新军诞生时，军是战时编组，不是固定编制。1905年的新军营制饷章：“一军之制，由第一军至若干军，每军两镇至三四镇不等……平时暂不编军，遇有军务，再酌量情形奏请编设”。直到黄埔建军时“党军”诞生，军才首次作为一级固定编制而存在。
首次编军是1905年10月“河间秋操”而设。编制序列：
- 南军：总统官王英楷。总计南军官兵共22,513员名。
  - 第四镇：统制官吴凤岭。辖步队两协计十二营，马队一标计三营，炮队一标计三营，工程队一营，辎重队一营；
  - 第四混成协：统领官张怀芝。辖步队两标计六营，马队一营，炮队一营，工程队一营，辎重队一营；
  - 第九混成协：统领官马龙标。辖步队两标计六营，马队一营，炮队一营，辎重队一营。
- 北军：总统官段祺瑞。总计北军官兵共22,489员名。
  - 第三镇：统制官段芝贵。辖步队两协计十二营，马队一标计三营，炮队一标计三营，工程队一营，辎重队一营；
  - 第一混成协：统领官曹锟。辖步队两标计六营，马队一营，炮队一营；
  - 第十一混成协：统领官陆建章。 辖步队两标计六营，马队一营，炮队一营，工程队一营，辎重队一营。

1911年武昌起义后，清政府组建派遣三个军镇压武昌的新军：
1. 第1军，总统官初为荫昌，后改冯国璋。辖陆军第4镇、陆军第3混成协、陆军第11混成协。
2. 第2军，总统官初为冯国璋，后改段祺瑞。辖陆军第5镇、陆军第5混成协、陆军第39混成协。
3. 第3军，总统官载涛。辖禁卫军、陆军第1镇。

1912年二次革命，北洋军编成两个军对南作战：
第1军军长段芝贵，辖中央陆军第2师、第6师，兵出湖北，攻江西；
第2军军长冯国璋，辖中央陆军第7师、江苏陆军第4师、中央陆军第4师之第7旅、中央陆军第1混成旅以及张勋定武军等，攻南京。
护国战争时，北洋军没有以军的名称组建派遣参战部队，而是编成与军的性质完全相同的两个“路”，即
1. 第1路司令马继曾，率两个师和安武军进军湘西；
2. 第2路司令张敬尧，率两个师和四个混成旅接战川滇。

1924年江浙战争，交战双方也各自编成与军的性质完全相同的3个“路”。
1924年第二次直奉战争：
- 直军编成4个军

1. 第1军彭寿莘，辖第15师、第9师、第23师、第12混成旅、第13混成旅、第14混成旅；
2. 第2军王怀庆，辖第13师、第4路巡防营；
3. 第3军冯玉祥，辖第11师、第7混成旅、第8混成旅、第25混成旅；
4. 第4军曹锳，辖第26师、第16混成旅。

- 奉军编成6个军

1. 第1军姜登选，辖第4旅、第12旅、第16旅、第19旅；
2. 第2军李景林，辖第3旅、第23旅、第24旅、第25旅；
3. 第3军张学良，辖第2旅、第6旅、第27旅；
4. 第4军张作相，辖第8旅、第10旅、第26旅、第14旅；
5. 第5军吴俊升，辖第17旅、第1旅；
6. 第6军许兰洲，辖骑兵第1旅、骑兵第2旅、骑兵第5旅。

## 中華民國國軍
1949年中華民國政府自中國大陸撤退來臺灣後，在時任中華民國總統蔣中正指示下開始對中華民國陸軍部隊進行全面改組整編，1950年7月完成第一次整編時，由18個軍縮編為12個軍。1952年至1954年間，實施第2次整編，由12個軍縮編為8個軍。
1955年7月，第4軍司令部改組整編為預備部隊訓練司令部，所屬第22師、第23師和第24師擴大整編為預備第1至9師。
1955年11月，實施新的指揮權責劃分，軍為戰術單位，建制部隊僅有軍部連及直屬部隊，其餘所指揮的部隊，則為任務需要而配備。
1956年5月，第18軍司令部裁撤，直屬部隊分別編入中華民國海軍陸戰隊和砲兵部隊。至此，由8個軍裁減為6個軍一直到1989年。
1989年5月，根據「陸精六號專案」，第21軍（馬祖軍）改組整編為陸軍馬祖防衛司令部、第43軍（臺南軍）改組整編為陸軍澎湖防衛司令部、第58軍（嘉義軍）裁撤。1989年7月，根據「陸精七號專案」，第20軍（后里軍）改組整編為成功嶺訓練中心、第32軍（新竹軍）改組整編為陸軍花東防衛司令部、第69軍（臺北軍）裁撤。至此，陸軍無軍級編制。
2017年3月，原直屬國防部參謀本部的飛彈指揮部移編空軍，並於同年9月1日與空軍防空砲兵指揮部改組整編為軍級的空軍防空暨飛彈指揮部，指揮官等同軍長，為中將編制。

## 中国人民解放军
第二次国共内战期间解放军部队长期使用纵队而非“军”作为师的上一级单位，原因在于八路军（即第18集团军）以及新四军（新编第4军）的番号并非抗战结束立即撤销的，如新四军番号一直使用到1947年1月底。因此为了避免八路军、新四军下辖的“军”与两者本身混淆，当时各战略区一律使用纵队作为实际的军级单位直至1948年底。
在第二次国共内战期间解放军的纵队最终改编为军（英語：但當時依照國軍的方式稱為army）。解放军的军级单位（对应苏军的军）一般下辖3个步兵师（对应苏军的师），其上为一般拥有2-3个军的兵团（对应苏军的集团军）。在50-60年代兵团被撤销，军的编制逐渐进行改革，但仍基本保持三联制。至1969年为防备苏联威胁解放军共拥有36个军，其中35个步兵军1个空降军。1969年12月解放军根据三联制原则对全军番号实施调整，确立了军番号x3=师番号、师番号x3=团番号的原则。
直至70年代，解放军的军都编制且仅编制3个步兵师（或空降兵师），解放军的炮兵师和坦克师则归属于军区之管辖。从71年开始解放军开始以由军“代管”坦克师的形式进行部队合成化试点。在1985年的裁军和改革中解放军的36个军合并为24个集团军（确切地说是23个集团军和1个军）坦克师和炮兵师被加强到集团军内，军这一编制形式在解放军内已基本不存在。解放军的军编制仅有一个即中国人民解放军空降兵军（原空降兵第15军）。
2017年后，解放军原有的师撤销改组为合成旅，集团军（英語：Group Armies）作为陆军战略单位，辖合成旅和其他支援旅。集团军主官称为“集团军军长”（而非“集团军司令员”）。